# Herning Hawks 2022
Questa voce raccoglie le informazioni riguardanti gli Herning Hawks nelle competizioni ufficiali della stagione 2022.

## Danmarksserien 2022

### Stagione regolare
| Skive 24 aprile 2022, ore 14:00 1ª giornata | Midwest Musketeers | 0 – 50 (a tavolino) referto | Herning Hawks | Resen Skole |

| Vejle 7 maggio 2022, ore 14:00 3ª giornata | Triangle Razorbacks II | 50 – 0 referto | Herning Hawks | Kirkebakkehallen |

| Herning 14 maggio 2022, ore 14:00 4ª giornata | Herning Hawks | 50 – 0 (a tavolino) referto | Midwest Musketeers | Herning Atletikstadion |

| Randers 4 giugno 2022, ore 14:00 7ª giornata | Randers Rednex | 18 – 8 referto | Herning Hawks | Thunder Field |

| Herning 13 agosto 2022, ore 14:00 10ª giornata | Herning Hawks | 8 – 60 referto | Avedøre Monarchs | Herning Atletikstadion |

| Herning 4 settembre 2022, ore 14:00 13ª giornata | Herning Hawks | 10 – 50 referto | Randers Rednex | Herning Atletikstadion |

## Statistiche di squadra
| Competizione      | %Vittorie | In casa | In casa | In casa | In casa | In casa | In casa | In trasferta | In trasferta | In trasferta | In trasferta | In trasferta | In trasferta | Totale | Totale | Totale | Totale | Totale | Totale |
| Competizione      | %Vittorie | G       | V       | N       | P       | Pf      | Ps      | G            | V            | N            | P            | Pf           | Ps           | G      | V      | N      | P      | Pf     | Ps     |
| ----------------- | --------- | ------- | ------- | ------- | ------- | ------- | ------- | ------------ | ------------ | ------------ | ------------ | ------------ | ------------ | ------ | ------ | ------ | ------ | ------ | ------ |
| Stagione regolare | .333      | 4       | 1       | 0       | 2       | 68      | 110     | 3            | 1            | 0            | 2            | 58           | 68           | 6      | 2      | 0      | 4      | 126    | 178    |
| Totale            | .333      | 3       | 1       | 0       | 2       | 68      | 110     | 3            | 1            | 0            | 2            | 58           | 68           | 6      | 2      | 0      | 4      | 126    | 178    |